# ヴィーシュホロド
ヴィーシュホロド（ウクライナ語: Вишгород, ラテン文字転写: Vyshhorod）は、ウクライナのキーウ州ヴィーシュホロド地区にある市である。同地区の中心地であり、人口は32,396人（2021年推計）。1962年に都市型集落、1968年に市となった。歴史学的文献にはヴィシゴロド、ヴィシェゴロド等と表記しているものもある。

## 地理
ドニエプル川の右岸・キーウ貯水池（キーウ湖）の南端に接する。キーウ市と南で隣接している。

## 歴史

### 中世
ルーシの年代記の中に初めてヴィーシュホロドの名が挙がるのは946年のことである。また、ビザンツ皇帝のコンスタンティノス7世（905年？ - 959年）も、ヴィーシュホロドはキーウからドニエプル川を16ベルスタ遡上したところにあるという主旨の記述を残している。キエフルーシ時代のヴィーシュホロドは高い丘の上に位置し、キーウの北方に対する前哨として要塞化されていた。『原初年代記』の中には、946年に聖オリガの領地であったこと、980年ごろにはウラジーミル1世の300人の側室がいたこと、1078年からヤロポルク・イジャスラヴィチ（イジャスラフ1世の子）の領地となったこと などの記述がある。
1155年、ユーリー・ドルゴルーキーは、ヴィーシュホロドに息子のアンドレイ・ユリエヴィチを置いたが、アンドレイは慣れ親しんだウラジーミル・クリャージマへと去った。その際にヴィーシュホロドの聖母のイコンを運び出した。これが今日の有名なイコン、ウラジーミルの聖母である。また、ヴィーシュホロドでは少なからぬ数の攻防戦が行われた。例えば1093年、1136年、1146年の三度、ポロヴェツ族が街を包囲している。
1240年、モンゴルのルーシ侵攻によって勃発したキエフの戦いの際に、ヴィーシュホロドはキーウとともに戦禍を被った。ヴィーシュホロドは破壊され、以降、年代記から記述が消えることとなった。石造りの建築物の残骸や、高い土塁、クルガンなどが、往時のヴィーシュホロドを偲ばせるのみであったという。1523年の修道院の記録の中に、再びヴィーシュホロドの名が現れるが、そこでは貧しく人口の希薄な村落として記述されている。

## 史跡・記念碑
- ボリス・グレブ教会（ロシア語）：ヴィーシュホロドには988年ごろに聖ヴァーシリー教会が建築された。しかし教会は1019年に焼失したため、その代わりとして、1020年にボリス・グレブ教会として再建され、1072年にはボリスとグレブの不朽体が安置された[6]（ただし、不朽体は現在所在不明）。その後、幾度かの再建と荒廃を経て、1991年に再建されたものが現在の教会である。
- ボリスとグレブの像：街の中心地にあり、ボリス・クリロフ（ロシア語）によって作成された。落成式は2011年。なお、おなじく街の中心地には、アフガニスタン紛争、チェルノブイリ原子力発電所事故を悼む碑などがある。

## 姉妹都市
- サンス （フランス）
- レラッハ（ドイツ語版） （ドイツ）
- デルチェヴォ（マケドニア語版） （北マケドニア）
- ヴィシュクフ（ポーランド語版） （ポーランド）
- ラクヴェレ （エストニア）
- スーズダリ （ロシア）
- ベルゴロド （ロシア）